# L-アスコルビン酸オキシダーゼ
L-アスコルビン酸オキシダーゼ（L-ascorbate oxidase）は、アスコルビン酸、アルダル酸代謝酵素の一つで、次の化学反応を触媒する酸化還元酵素である。
反応式の通り、この酵素の基質はL-アスコルビン酸とO2、生成物はデヒドロアスコルビン酸とH2Oである。補因子として銅を用いる。
組織名はL-ascorbate:oxygen oxidoreductaseで、別名にscorbase、ascorbic acid oxidase、ascorbate oxidase、ascorbic oxidase、ascorbate dehydrogenase、L-ascorbic acid oxidase、AAO、L-ascorbate:O2 oxidoreductase、AA oxidaseがある。